# Rembul (Randudongkal)
Rembul is een bestuurslaag in het regentschap Pemalang van de provincie Midden-Java, Indonesië. Rembul telt 3045 inwoners (volkstelling 2010).